# Шауштатар
Шауштатар (Šauštatar), Шаушшатар, Сауссадаттар — царь Митанни, правил около 1450 — 1410 гг. до н. э.
Сын Паршататара. Сильно расширил пределы Митаннийской державы. При нём Митанни владела Алше, Северной Сирией (включая такие города как Халеб, Алалах, Каркемиш и другие), Киццуватной, Кумми на реке Большой Заб, Уруатри (до современных Триалети и Лчашена), городами Аррапхой и Нузи.
Письмо Шауштатара с его печатью к царю Аррапхи Ихти-Тешшубу даёт полное основание утверждать, что Аррапха и Нузи в какой-то мере находилась под влиянием Митанни. Договор Шауштатара с Сунассурой I царём Киццуватны и другие факты, утверждают, что Киццуватна долгое время была зависимым от Митанни государством. Царь Мукиша (Алалаха) Никмепа, второй сын Идрими в своём договоре с царём Тунипа Ир-Тешшубом называет себя вассалом «царя воинов хурри», то есть Шауштатара. Видимо, в это же время Митаннийская держава владела Каркемишем, Халебом и другими городами Северной Сирии.
Шауштатар подчинил город Ашшур и вывез оттуда богатую добычу, в том числе ворота окованные золотом и серебром. В Ашшуре были найдены стелы митаннийских послов, так называемых сукаллу. Видимо, в Ашшуре сидел митаннийский посол, участвующий в управлении городом. Он входил в состав ашшурского совета и избирался в качестве лимму — эпонима года, а также, вероятно, казначея. Царь Ашшура считался рабом и данником царя Митанни. В ассирийских анналах Мелид считался ханигальбатским, то есть митаннийским. Судя по стеле найденной в Ашшуре, где правитель страны Кадмухе Мардукия сын Илухадды упоминается в качестве посла страны Ханигальбат, Кадмухе тоже принадлежала Митанни.
Под конец своего правления Шауштатар потерпел поражение от Египта. На 33-м году своего правления египетский фараона Тутмос III разбил митаннийские войска у Каркемиша. После чего, египтяне на запряжённых волами повозках доставили на Евфрат построенные в Библе военные ладьи и поплыли вниз по реке, захватывая и разоряя митанийские города и селения. После нескольких столкновений с египетскими воинами Шауштатар вынужден был уйти далеко за реку, отдав свои владения в Северной Сирии египтянам.